# Красноспинная трёхпёрстка
Красноспинная трёхперстка (лат. Turnix maculosus) — вид птиц из семейства трёхпёрсток (Turnicidae). Выделяют 14 подвидов.
Вид распространён на севере и востоке Австралии, в папуасской и индонезийской частях острова Новая Гвинея, в некоторых других районах Индонезии (Малые Зондские острова, Сулавеси, Молуккские острова), а также на Соломоновых островах. Распространён в районах с высокой годовым количеством осадков.
Красноспинная трёхперстка достигает длины 12—16 см, самки крупнее самцов и весят от 32 до 51 г, тогда как самцы весят 23–39 г. Оперение рябое, состоит из чёрных, светло-коричневых, серых и бежевых перьев. Верхняя часть тела темнее чем нижняя.
Встречается на лугах, полях, в светлых лесах. Активная ночью. Наземный вид, передвигается в одиночку или парами, или небольшими группами до пяти птиц. Питается семенами, зеленью и насекомыми. Сезон размножения приходится на период между октябрем и июнем. Гнездо строится на земле среди высоких трав во влажных местах. Самка откладывает 2—4 белёсых с тёмными точками яйца. Насиживает и ухаживает за потомством самец. Самка в это время ищет другого самца и повторяет весь процесс размножения.